# Viracocha Inca
Viracocha (phát âm theo tiếng Tây Ban Nha) hay Wiraqucha (tiếng Quechua, tên của một vị thần) là vị Sapa Inca thứ 8 của vương quốc Cusco (bắt đầu từ 1410) và là vị vua thứ ba của triều đại Hanan. Cha ông là Yawar Qaqaq, và con trai của ông là Pachacuti. Bân đầu ông có tên là Hatun Tupaq hay Ripaq; ông sau đó được đặt tên theo tên vị thần Viracocha sau khi nằm mộng thấy vị thần này. Người vợ của ông là Mama Runa.
Những sự kiện trong cuộc đời của Viracocha Inka đã được một số nhà văn Tây Ban Nha ghi chép lại. Nguồn tin gần giống nhất với các ghi chép bản địa là đến từ Juan de Betanzos, một thường dân người Tây Ban Nha, nổi lên nhờ việc kết hôn với một công chúa Inka và trở thành người phiên dịch quan trọng nhất cho chính quyền thực dân Cusco. Lịch sử truyền miệng truyền thống của người Inka đã được một thầy dòng Tên người Tây Ban Nha Bernabe Cobo ghi chép lại. Theo các ghi chép này này, bao gồm cả một biên niên ký từ thế kỷ XVI vốn được công nhận rộng rãi và được viết bởi Miguel Cabello Balboa, Viracocha Inka là một ông hoàng "hiếu chiến" và "dũng cảm". Khi còn là một thanh niên trẻ, Viracocha tuyên bố rằng sau khi ông lên ngôi "ông sẽ chinh phục một nửa thế giới".
Tuy nhiên, vào năm 1438, theo Cobo, khi người Chanka tấn công, Viracocha đã bỏ chạy nhằm tránh cuộc tấn công cùng với ba người con trai, bao gồm cả vị hoàng thái tử được chỉ định của mình, Inka Urqon. Một người con trai trẻ tuổi của ông, Inka Cusi Yupanki đã từ chối rút lui. Thay vào đó ông ta vẫn ở lại kinh đô và đã thành công khi đối đầu với người Chanka, ông ta đã bắt sống được một số tù trưởng của họ. Sau này, Inka Yupanki đã lột da những tù binh của ông ta trong buổi lễ mừng chiến công.
Viracocha đã được khuyên nên rời khỏi Cusco trước khi các cuộc tấn công của Chanca. Ông để lại cho Caquia Xaquixahuana, người con trai ngoài giá thú của ông, Inca Urco và Inca Socso. Tuy nhiên, con trai thứ ba của ông, Cusi Inca Yupanqui từ chối từ bỏ Cuzco và ngôi nhà của thiên chúa. Ông làm việc với Rocca Inca anh trai của ông và sáu người lãnh đạo khác, người cùng nhau đánh bại các Chancas. Chiến lợi phẩm đã được giới thiệu để Inca Viracocha cho bước đi trên, nhưng ông đã từ chối, nói Inca Urco nên làm như vậy, như là người kế nhiệm ông. Inca Rocca sau đó giết chết ông bố Urco, và Inca Viracocha chết vì đau buồn trong lòng Caquia Xaquixahuana
Một nhà sử học, Sarmiento de Gamboa, nói rằng Viracocha là đầu tiên Inca để cai trị các vùng lãnh thổ của ông chinh phục, trong khi người tiền nhiệm chỉ đột kích và cướp phá chúng. Đội trưởng của mình, Apu Mayta và Vicaquirau, chinh phục khu vực trong vòng 8 lần của Cuzco. Ông sống đến tuổi 119, trong đó ông trị vì 101